# Смерна (Делавэр)
Смерна (англ. Smyrna) — город в округах Кент и Нью-Касл в штате Делавэр США. По данным переписи 2020 года, численность населения составляла 12 883 человека.

## Население
| 2010   | 2020    |
| ------ | ------- |
| 10 023 | ↗12 883 |